# 石黑正數
石黑正數（日语：／ Ishiguro Masakazu，1977年9月8日—）是日本漫畫家，出身为福井县福井市，大阪藝術大學設計學系畢業。代表作包括《女僕咖啡廳》、《我家的街猫》和《天国大魔境》等。

## 来历
2000年以获得《月刊Afternoon》舉辦的Afternoon四季獎的《hero》出道成為漫畫家。最初几年以短篇为主，05年开始连载《女仆咖啡厅》，同时作为作画与鹿岛润一起创作《谈判少女》，在大阪艺术大学读书时，曾一同加入漫画研究会（CAS）的成员包括佐藤利幸和吉田仁郎。 插画师中村佑介也是他的校友，互相之间仍有交情，至今仍是朋友。
2010年，《女仆咖啡厅》动画化；2013年，该作品获第17届日本新媒體動漫藝術節動畫部門优秀奖；2018年，获第49届星云赏漫画部门奖。

## 作品风格
石黑正數作品特色是将“科幻”、“日常”、“推理”三者融为一体，叙事冷静，有时也夹杂着一点黑色幽默，画风简练干净，人物圆润，偏卡通，人物阴影很少。关于受到影响的漫画家，石黑曾提到过藤子不二雄、大友克洋、小原慎司、相原弘治、荒木飞吕彦等漫画家， 读的第一本漫画是藤子的《哆啦A梦》，直到他上初中时，都只读藤子的漫画。石黑提到受藤子·F·不二雄的影响尤其大，自己作品的风格是对藤子的「S・F（すこし・ふしぎ）」（有一点不可思议）的进一步致敬。绘画方面，受大友和小原基于日常的作品的影响。之所以当初在月刊Afternoon投稿，也是因为月刊Afternoon是小原慎司的菫画報的连载杂志。

## 作品列表

### 連載作品
- 談判少女（アガペ〜犯罪公渉人一乗はるか〜）（《Comic Flapper》2004年3月號－2006年3月號）全4卷 - 原作：鹿島潤。最終話由本人創作。
- 女僕咖啡廳（それでも町は廻っている）[5]（《YOUNG KING OURs》2005年5月號－2016年12月號）全16卷
- 睡觉的笨蛋（ネムルバカ）（《月刊COMIC Ryu》2006年11月號－2008年3月號，不定期連載）全1卷
- （《MiChao!》內的《Pitecantropus》上不定期連載，全彩） - 未單行本化。
- （《mephisto》2008年9月號－2011年Vol.2）全1卷
- 响子和爸爸（響子と父さん）（《月刊COMIC Ryu》2008年11月號－2010年2月號，不定期連載）全1卷
- 我家的街猫（木曜日のフルット）（《週刊少年Champion》2009年6號－連載中）10卷待續
  - （《別冊少年Champion》2012年7月號－2018年12月號）
- 天國大魔境（天国大魔境）（《月刊Afternoon》2018年3月號－連載中）11卷待續
- （《別冊少年Champion》2019年4月號－連載中）

### 作品集
- Present for me 機器人的聖誕禮物（Present for me）（少年画報社、2007年刊）
  - 英雄（ヒーロー）（《Afternoon season增刊》No.5 Autumn 2000年） - 石黒正和名義。
  - 芭芭啦（バーバラ）（《Comic Flapper》2002年10月号）
  - 倒數（カウントダウン）（《Comic Flapper》2002年10月号）
  - 衝啊！超能力少年團（ススメ サイキック少年団）（《Comic Flapper》2003年1月号）
  - Present for me（Present for me）（《Comic Flapper》2003年5月号）
  - 繩索超人（なげなわマン）（《Comic Flapper》2003年12月号）
  - 泰造的安全帽（泰造のヘルメット）（未發表 2004年）
- 侦探奇谭（探偵綺譚）（德間書店、2007年刊）
  - （《Comic Flapper》2003年8月号）
  - スイッチ（《COMIC MAGNA》2007年8月号） - 《世界奇妙物語》標題改為。
  - （《Champion RED Ichigo》2007年1号）
  - （《月刊Morning two》No.01）
  - カラクリ（《月刊Comic Rush》2006年8月号）
  - （《Comic戰国Magazine》2005年3号）
  - スペースレンジャー ゴーファイブ（《Comic Flapper》2003年2月号）
  - （《Comic Flapper》2003年9月号）
  - （《月刊GANGAN WING》2005年7月号付録）
  - （《Super Pachislot 777》2005年12月号）
  - （《Super Pachislot 777》2006年6月号）
- 积极老师（ポジティブ先生）（徳間書店、2010年刊）
  - （雜誌未刊載） -　第5回Beam manga大賞佳作。石黑正和名義。
  - ジャスティス・ジャスト（《Ultra Jump》2009年12月号）
  - （《Comic Flapper》2002年8月号）
  - （『月刊少年ガンガン』2007年10月号）
  - （《Comic Flapper》2002年12月号）
  - デーモンナイツ（《Young King》2006年No.8）
  - （《Comic Flapper》2003年3月号）

### 單行本未收錄短篇
- （雜誌未刊載） - Comic Flapper第4回新人漫画大賞編集長特別賞。石黑正和名義。
- （《Comic Flapper》2003年7月号）
- （《月刊COMIC Ryu》2008年5月号） - 同誌2010年3月号付録冊子「Nemuru Baka 1.5卷」に再録。
- （《制CollISM GP》）
- （《Elegance Eve》2012年1月号） - 同誌2012年5月号付録冊子「はじめましてエレガンスイブ」再錄。
- ずれ（《Elegance Eve》2012年2月号） - 《More!》2012年夏号に再録。
- （《Elegance Eve》2012年2月号） - 《More!》2012年夏号に再録。
- パンホラー（《More!》Vol.1）
- （《月刊COMIC Ryu》2013年6月号）
- プリズナー（《More!》Vol.7）
- （《Miracle jump》2014年8月号）
- （《F life 3号》2014年11月刊）

## 外部連結
- 石黑正數的X（前Twitter）（日語）